# Outward Bound (film)
Pour plus de détails, voir Fiche technique et Distribution.
Outward Bound est un film américain réalisé par Robert Milton, sorti en 1930.

## Synopsis
Ann et Henry sont déterminés à rester ensemble pour toujours mais font face à un avenir impossible car Henry est marié à une autre femme. Une nuit, après avoir fait un pacte, le couple se retrouve à bord d'un paquebot de croisière, où il rencontre plusieurs autres passagers : Tom Prior, un jeune homme alcoolique, Mme Midget, une femme de ménage, Mme Cliveden-Banks, une femme du monde, le révérend William Duke, qui travaille dans les bidonvilles de Londres, M. Lingley, un capitaine d'industrie, et le vieux steward du navire, Scrubby. Dans ce mystérieux navire presque vide, Tom est le premier à se rendre compte qu'il est mort, comme les autres. Arrivés à destination, les passagers sont jugés par l'examinateur, le révérend Thompson, un vieil ami de Duke, qui écoute leurs histoires et les dirige vers leur destination finale. 
Mme Cliveden-Banks et M. Lingley sont condamnés à cause de leurs anciennes actions et paroles, tandis que Duke est récompensé par la poursuite du travail qu'il aime. Bien qu'on dise à Tom qu'il n'est pas encore prêt pour le réconfort et le bonheur, Mme Midget plaide sa cause et promet de prendre soin de lui. Lorsque Tom reconnaît qu'il n'est pas encore digne de bonheur, Thompson lui dit que c'est l'aveu qui l'a sauvé et lui permet de partir, accompagné de Mme Midget, qui, Thompson le sait, est en fait la vraie mère de Tom. Les deux seuls passagers qui restent à bord sont Ann et Henry, qui sont condamnés à rester à bord, tout comme Scrubby, parce qu'ils sont tous "à mi-chemin", des personnes dont la vie a été écourtée parce qu'ils n'ont pas eu assez de courage pour terminer le cours naturel de leur vie et se sont suicidés. 
Au retour, Henry entend son chien Laddie aboyer et disparaît rapidement du bateau. Scrubby explique alors à Ann que Laddie a cassé la vitre de la fenêtre quand il a senti le gaz, sauvant ainsi Henry de l'asphyxie. Ann est sauvée lorsque la force de l'amour d'Henry lui permet de retourner sur le vaisseau fantôme assez longtemps pour la récupérer. À l'extérieur de leur appartement, où l'agent de police local et les voisins concernés se sont rassemblés, Ann et Henry sont emmenés à l'hôpital dans une ambulance pendant qu'une petite voisine prend soin de Laddie.

## Fiche technique
- Titre original : Outward Bound
- Réalisation : Robert Milton
- Scénario : J. Grubb Alexander (en), d'après la pièce de Sutton Vane
- Costumes : Earl Luick
- Photographie : Hal Mohr
- Son : Glenn Rominger
- Montage : Ralph Dawson
- Production : Jack Warner
- Société de production : Warner Bros.
- Société de distribution : Warner Bros.
- Pays d'origine :  États-Unis
- Langue originale : anglais
- Format : Noir et blanc  — 35 mm — 1,33:1 — son mono
- Genre : Film fantastique
- Durée : 83 minutes
- Dates de sortie : États-Unis : 17 septembre 1930

## Distribution
- Leslie Howard : Tom Prior
- Douglas Fairbanks Jr. : Henry
- Beryl Mercer : Mme Midget
- Dudley Digges : Révérend Thompson
- Helen Chandler : Ann
- Alec B. Francis : Scrubby
- Montagu Love : M. Lingley
- Lyonel Watts : Révérend William Duke
- Alison Skipworth : Mme Cliveden-Banks